# هشام جويعة
هشام جويعة هو لاعب كرة قدم مغربي سابق من مواليد 30 سبتمبر 1981، شغل مركز مهاجم بعدة أندية مغربية.

## إنجازاته
الوداد البيضاوي :
- الدوري المغربي الممتاز
  - البطولة : 2010

- دوري أبطال العرب
  - الوصافة: 2008 و2009

## روابط خارجية
- هشام جويعة على موقع قاعدة بيانات كرة القدم.إي يو (الإنجليزية)

- معلومات هشام جويعة على موقع كووورة